# Kentucky Speedway
Il Kentucky Speedway è un circuito automobilistico statunitense situato a Sparta nel Kentucky. L'autodromo è di proprietà della Speedway Motorsports, e ha una capacità di 87.000 persone.